# Daniel Cormier

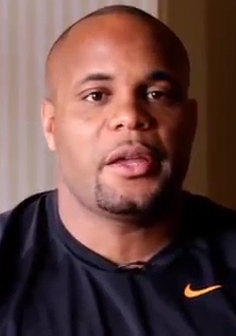
Daniel Cormier

Daniel Cormier (* 20. März 1979 in Lafayette, Louisiana) ist ein ehemaliger US-amerikanischer Mixed-Martial-Arts-Kämpfer und Ringer. Er ist ehemaliger Halbschwergewichts- und ehemaliger Schwergewichtsmeister der Ultimate Fighting Championship, der weltweit größten MMA-Organisation. Im Freistilringen war er Olympiateilnehmer 2004 und 2008 und Gewinner einer Bronzemedaille bei der Weltmeisterschaft 2007 im Halbschwergewicht.

## Werdegang

### Ringen
Daniel Cormier begann während des Besuchs der Lafayette Northern High School 1989 mit dem Ringen. Sein Trainer war dort Stefan Latief. In der High School spielte er außerdem Football und gehörte zum All-Star Team seiner Schule. Am Colby Community College, das er von 1997 bis 1999 besuchte, entschied er sich aber dann nur noch zu ringen. Am Colby CC war Steve Lampe sein Trainer. Anschließend studierte er an der Oklahoma State University Soziologie. Dieses Studium schloss er 2001 ab. An dieser Universität wurde er von Olympiasieger John Smith (Ringer), einem der renommiertesten US-amerikanischen Trainer, betreut. Als John Smith Trainer am Gator WC (Wrestling Club) in Stillwater wurde, folgte er diesem nach Stillwater und wohnt seither dort.
Daniel Cormier hat in seinem Leben eine Reihe schwerer Schicksalsschläge überwinden müssen. 1986 wurde sein Vater ermordet und 2003 wurde seine drei Monate alte Tochter bei einem Autounfall getötet.
Als High-School-Ringer wurde er in den Jahren 1995 bis 1997 dreimal Studentenmeister des Staates Illinois. 1998 und 1999 wurde er NCAA-Junior-Champion der Vereinigten Staaten im Mittelgewicht im freien Stil.
Die internationale Ringerlaufbahn von Daniel Cormier begann bereits im Jahre 1995, als er bei der Junioren-Weltmeisterschaft (Cadets) in der Gewichtsklasse bis 83 kg Körpergewicht hinter Juri Patrikejew, damals noch für Russland startend und Stanislaw Prochodowski aus Belarus den 3. Platz im griechisch-römischen Stil belegte.
Bis zum Jahre 2001 sind dann von ihm keine weiteren Ergebnisse mehr bekannt. In diesem Jahr wurde er bei den NCAA-Championships (US-amerik. Studentenmeisterschaft) im freien Stil im Mittelgewicht hinter Cael Sanderson den 2. Platz belegte. Er rang jetzt nur mehr im freien Stil. In den Jahren 2001 und 2002 belegte er bei der US-amerikanischen Ausscheidung für die Weltmeisterschaften (Tials) jeweils den 3. Platz. Von 2003 bis 2008 wurde er sechsmal in Folge USA-Meister im freien Stil im Halbschwergewicht.
Als Senior hatte Daniel Cormier im Jahre 2002 seinen ersten Auftritt bei einer internationalen Meisterschaft. Er wurde dabei in Maracaibo Sieger im Halbschwergewicht bei den Panamerikanischen Spielen vor Wilfredo Morales Suarez aus Kuba und Dean Schmeichel aus Kanada. 2003 siegte er auch bei den Panamerikanischen Spielen in Santo Dominge vor Adrian Antoine Jaoude aus Brasilien und Wilfredo Morales Suarez. Im gleichen Jahr belegte er bei der Weltmeisterschaft in New York im Halbschwergewicht einen sehr guten 5. Platz. Er besiegte dabei u. a. Hakan Koc aus der Türkei, unterlag aber Alireza Heidari aus dem Iran, der damit einen Medaillengewinn von Daniel Cormier verhinderte.
2003 startete Daniel Cormier auch bei den sog. „Absolute Championships“ in Moskau, einem inoffiziellen WM-Revanche-Turnier, das aber mindestens genau so gut besetzt war, wie die eigentliche Weltmeisterschaft. Er belegte in diesem Turnier hinter Georgi Gogschelidse aus Georgien und Fatih Çakıroğlu aus der Türkei einen hervorragenden 3. Platz, noch vor Krassimir Kotschew aus Bulgarien und Wadym Tassoew aus der Ukraine.
Bei den Olympischen Spielen 2004 in Athen siegte Daniel Cormier im Halbschwergewicht über Radovan Valach aus Österreich und Bartłomiej Bartnicki aus Polen, verlor aber gegen Chadschimurad Gazalow aus Russland und im Kampf um die Bronzemedaille erneut gegen Alireza Heidari knapp mit 2:3 techn. Punkten und kam deshalb nur auf den 4. Platz.
In den Jahren 2005 und 2006 stagnierte Daniel Cormier aufgrund privater Probleme in seinen Leistungen. Er kam bei der Weltmeisterschaft 2005 in Budapest nur auf den 11. und bei der Weltmeisterschaft 2006 in Guangzhou nur auf 21. Platz im Halbschwergewicht. Nach Überwindung dieser Probleme zeigte er sich bei der Weltmeisterschaft 2007 in Baku wieder in stark verbesserter Form und gewann dort mit vier Siegen eine WM-Bronzemedaille. Diese erkämpfte er sich nach seiner Halbfinalniederlage gegen Saeed Abrahimi aus dem Iran mit einem knappen 2:1 Runden-Sieg über Aleksei Krupnjakow aus Kirgisistan.
Zu einer kleinen Tragödie wurde dann für Daniel Cormier die Teilnahme an den Olympischen Spielen 2008 in Peking, zu denen er mit großen Hoffnungen gereist war. Einen Tag vor seinem ersten Kampf erlitt er in Peking einen Zusammenbruch, hervorgerufen wahrscheinlich durch das starke Abtrainieren, um das Kampflimit von 96 kg für das Halbschwergewicht zu erreichen und musste in die Intensivstation eines Krankenhauses eingeliefert werden. Dort erholte er sich zwar relativ schnell wieder, aber die Olympischen Spiele waren für ihn vorbei.

### Mixed Martial Arts
Nach den Olympischen Spielen 2008 entschied sich Cormier, künftig in den Mixed Martial Arts anzutreten, wo er von Beginn an mit seinen außergewöhnlichen ringerischen Fähigkeiten auftrumpfen konnte. Sein Debüt gab er im September 2009 beim Veranstalter Strikeforce in der Schwergewichtsklasse. Neben seinem Ringen entwickelte Cormier auch rasch starke boxerische Fähigkeiten. So knockte er im September 2011 den wesentlich größeren und erfahreneren Antônio Silva überraschend im Stand aus. Im Mai 2012 gewann er durch einen Sieg gegen Josh Barnett den Strikeforce Heavyweight Grand Prix.
2013 wechselte der noch immer ungeschlagene Cormier zur Ultimate Fighting Championship. Nach Siegen gegen Frank Mir und Roy Nelson entschied er sich jedoch dazu, künftig im Halbschwergewicht anzutreten, weil sein enger Freund und Trainingspartner Cain Velasquez den Schwergewichtstitel hielt und Cormier auf keinen Fall gegen diesen antreten wollte. Am 3. Januar 2015 erhielt er mit einem Kampfrekord von 15-0 die Chance, den amtierenden Halbschwergewichtsmeister Jonathan D. Jones herauszufordern. Allerdings gelang es Cormier nicht, Jones ringerisch zu dominieren, und er musste sich schließlich nach Punkten deutlich geschlagen geben.
Weil Jones jedoch kurz darauf von der UFC suspendiert wurde, erhielt Cormier nur vier Monate später erneut die Chance, um den UFC-Halbschwergewichtstitel zu kämpfen. Diesmal besiegte er Anthony Johnson durch einen Würgegriff in der dritten Runde und gewann somit erstmals einen UFC-Gürtel. Diesen verteidigte er am 3. Oktober 2015 gegen Alexander Gustafsson. Bei UFC 200 am 9. Juli 2016 sollte es zum langerwarteten Rückkampf gegen Jon Jones kommen. Weil Jones jedoch einen Dopingtest nicht bestand und erneut suspendiert wurde, trat Cormier gegen Anderson Silva an, den er nach Punkten besiegte. Nach einer weiteren Titelverteidigung gegen Anthony Johnson kam es bei UFC 214 am 28. Juli 2017 endlich zum Rückkampf gegen seinen Erzrivalen Jon Jones. Cormier wurde in der dritten Runde schwer ausgeknockt und musste den Halbschwergewichtstitel wieder an Jones abtreten. Da Jones die Dopingprobe nicht bestand und positiv getestet wurde, wurde der Kampf nachträglich zu einem „No Contest“ und Cormier wieder zum UFC-Halbschwergewichts-Weltmeister erklärt.
Nach einer erfolgreichen Titelverteidigung gegen Volkan Oezdemir forderte Cormier bei UFC 226 Schwergewichtschampion Stipe Miocic heraus, den er überraschend in der ersten Runde ausknockte. Damit war Cormier der erste Kämpfer, der zeitgleich den Schwergewichts- und den Halbschwergewichtstitel in der UFC hielt.

## Erfolge

### Ringen

#### Internationale Erfolge
| Jahr | Platz | Wettbewerb                                   | Stil | Gewichtsklasse | |
| 1995 | 3.    | Junioren-WM (Cadets)                         | GR   | bis 83 kg KG   | hinter Juri Patrikejew, Russland, und Stanislaw Prochodowski, Belarus |
| 2000 | 3.    | „Dave-Schultz“-Memorial in Colorado Springs  | F    | Halbschwer     | hinter Chad Lamar und Tim Hartung, beide USA |
| 2002 | 3.    | „Dave-Schultz“-Memorial in Colorado Springs  | F    | Halbschwer     | hinter Chad Lamer und Tim Hartung, vor Mark Munoz und Dean Morrison, alle USA, und Aljaksandr Schamarau, Russland                                                                    |
| 2002 | 1.    | Pan Amerikanische Meisterschaft in Maracaibo | F    | Halbschwer     | vor Wilfredo Morales Suarez, Kuba, und Dean Schmeichel, Kanada |
| 2003 | 1.    | Pan Amerikanische Spiele in Santo Domingo    | F    | Halbschwer     | vor Adrian Antoine Jaoude, Brasilien, und Wilfredo Morales Suarez |
| 2003 | 5.    | WM in New York                               | F    | Halbschwer     | mit Siegen über Hakan Koc, Türkei, und Ricardas Pauliakonis, Litauen, und Adrian Antoine Jaoude und einer Niederlage gegen Alireza Heidari, Iran                                     |
| 2003 | 3.    | „Absolute Championships“ in Moskau           | F    | Halbschwer     | hinter Georgi Gogschelidse, Georgien, und Fatih Çakıroğlu, Türkei, vor Krassimir Kotschew, Bulgarien, und Wadym Tassoew, Ukraine                                                     |
| 2004 | 3.    | „Iwan-Yarigin“-Turnier in Krasnojarsk        | F    | Halbschwer     | hinter Chadschimurad Gazalow, Russland, und Aljaksej Schamarau, Belarus |
| 2004 | 4.    | OS in Athen                                  | F    | Halbschwer     | mit Siegen über Radovan Valach, Österreich, und Bartłomiej Bartnicki, Polen, und Niederlagen gegen Chadschimurad Gazalow und Alireza Heidari                                         |
| 2005 | 1.    | „Iwan-Yarigin“-Memorial in Krasnojarsk       | F    | Halbschwer     | vor Thomas Rowlands, USA, Muhammed Hadi Pouralijan, Iran , und Chetag Gasjumow, Russland                                                                                             |
| 2005 | 2.    | Welt-Cup in Taschkent                        | F    | Halbschwer     | hinter Wassyl Tesmynezkyj, Ukraine, vor Chetag Gasjumow, Russland, und Mohammad Hadi Pouralijan                                                                                      |
| 2005 | 11.   | WM in Budapest                               | F    | Halbschwer     | mit einem Sieg über Peter Pecha, Slowakei, und einer Niederlage gegen Aleksei Krupnjakow, Kirgisistan                                                                                |
| 2006 | 21.   | WM in Guangzhou/China                        | F    | Halbschwer     | nach einer Niederlage gegen Alireza Heidari |
| 2007 | 1.    | „Dave-Schultz“-Memorial in Colorado Springs  | F    | Schwer         | vor Steve Mocco, USA, Alexei Woronin, Russland, und Thomas Rowlands, USA |
| 2007 | 3.    | Panamerikanische Spiele in Rio de Janeiro    | F    | Halbschwer     | hinter Michel Batista Martinez, Kuba, und Luis F. Vivenes, Venezuela |
| 2007 | 3.    | WM in Baku                                   | F    | Halbschwer     | mit Siegen über Ian Wardell, Australien, und Ruslan Schejchau, Belarus, einer Niederlage gegen Saeed Abrahimi, Iran, und Siegen über Kiyotaka Kodaira, Japan, und Aleksei Krupnjakow |
| 2008 | 19.   | OS in Peking                                 | F    | Halbschwer     | Aufgabeniederlage gegen Michel Batista Martinez |

Anm.: OS = Olympische Spiele, WM = Weltmeisterschaft, F = freier Stil, GR = griechisch-römischer Stil, Halbschwergewicht bis 96 kg, Schwergewicht bis 120 kg Körpergewicht (KG)

#### Nationale Erfolge
| Jahr | Platz | Wettbewerb              | Gewichtsklasse |                                                   |
| 1998 | 1.    | NCAA-Jun.-Championships | Mittel         |                                                   |
| 1999 | 1.    | NCAA-Jun.-Championships | Mittel         |                                                   |
| 2001 | 2.    | NCAA-Championships      | Mittel         | hinter Cael Sanderson                             |
| 2001 | 2.    | WM-Trials               | Halbschwer     | hinter Chad Lamer                                 |
| 2002 | 3.    | WM-Trials               | Halbschwer     | hinter Tim Hartung u. Chad Lamer                  |
| 2003 | 1.    | USA-Meisterschaft       | Halbschwer     | vor Dean Morrison u. Tim Hartung                  |
| 2004 | 1.    | USA-Meisterschaft       | Halbschwer     | vor Dean Morrison u. Damion Hahn                  |
| 2004 | 1.    | Olympia-Trials          | Halbschwer     | vor Tim Hartung                                   |
| 2005 | 1.    | USA-Meisterschaft       | Halbschwer     | vor Thomas Rowlands u. Nick Fekete                |
| 2005 | 1.    | WM-Trials               | Halbschwer     | vor Nick Preston                                  |
| 2006 | 1.    | USA-Meisterschaft       | Halbschwer     | vor Nick Fekete, Lee Fullhart u. Clint Wattenburg |
| 2006 | 1.    | WM-Trials               | Halbschwer     | vor Damion Hahn                                   |
| 2007 | 1.    | USA-Meisterschaft       | Halbschwer     | vor Muhammed Lawal u. Kyle Cerminara              |
| 2007 | 1.    | WM-Trials               | Halbschwer     | vor Muhammed Lawal u. Damion Hahn                 |
| 2008 | 1.    | USA-Meisterschaft       | Halbschwer     | vor Nick Fekete u. Willie Parks                   |
| 2008 | 1.    | Olympia-Trials          | Halbschwer     | vor Damion Hahn u. Sean Stender                   |

Anm.: alle Wettbewerbe im freien Stil, NCAA-Championships = US-amerikanische Studentenmeisterschaft.

### Mixed Martial Arts
- Strikeforce Heavyweight Grand Prix Gewinner (2012)
- UFC Light Heavyweight Champion (2015 - 2018, drei erfolgreiche Verteidigungen)
- UFC Heavyweight Champion (2018)